# Melvin Raffin
Melvin Raffin (9 de agosto de 1998) es un deportista de Francia que compite en atletismo. Ganó una medalla de bronce en el Campeonato Mundial de Atletismo Sub-20 de 2016, en la prueba de triple salto.